# Туррен
Турре́н (кат. Torrent, вимова літературною каталанською [tu'ren]) — муніципалітет, розташований в Автономній області Каталонія, в Іспанії. Код муніципалітету за номенклатурою Інституту статистики Каталонії — 171978. Знаходиться у районі (кумарці) Баш-Ампурда (коди району - 10 та BM) провінції Жирона, згідно з новою адміністративною реформою перебуватиме у складі Баґарії (округи) Жирона. 

## Назва муніципалітету
Назва муніципалітету походить від лат. torrĕnte.

## Населення
Населення міста (у 2007 р.) становить 191 особа (з них менше 14 років — 9,9 %, від 15 до 64 — 70,7 %, понад 65 років — 19,4 %). У 2006 році народжуваність склала 1 особа, смертність — 0 осіб, зареєстровано 1 шлюб. У 2001 році активне населення становило 86 осіб, з них безробітних — 7 осіб.
Серед осіб, які проживали на території міста у 2001 році, 140 народилися в Каталонії (з них 96 осіб у тому самому районі, або кумарці), 23 особи приїхали з інших регіонів Іспанії, а 16 осіб приїхало з-за кордону.
Вищу освіту має 9,3 % усього населення.
2001 року нараховувалося 60 домогосподарств (з них 23,3 % складалися з однієї особи, 23,3 % з двох осіб, 21,7 % з 3 осіб, 15% з 4 осіб, 8,3 % з 5 осіб, 3,3 % з 6 осіб, 1,7 % з 7 осіб, 1,7 % з 8 осіб і 1,7 % з 9 і більше осіб).

Активне населення міста у 2001 році працювало у таких сферах діяльності: у сільському господарстві - 11,4%, у промисловості — 13,9 %, на будівництві — 19 % і у сфері обслуговування — 55,7 %.
У муніципалітеті або у власному районі (кумарці) працює 99 осіб, поза районом — 53 особи.

### Безробіття
У 2007 році нараховувалося 4 безробітних (у 2006 році — 4 безробітних), з них чоловіки становили 75 %, а жінки — 25 %.

## Економіка

### Підприємства міста

#### Промислові підприємства
| \| Промислові підприємства міста, за сферою діяльності \| Промислові підприємства міста, за сферою діяльності \| Промислові підприємства міста, за сферою діяльності \| \| Рік \| 2002 р. \| 2001 р. \| \| --------------------------------------------------- \| --------------------------------------------------- \| --------------------------------------------------- \| \| Енергетичні та водні ресурси \| 40% \| 40% \| \| Хімія та метали \| 0% \| 0% \| \| Переробка металів \| 40% \| 40% \| \| Продукти харчування \| 20% \| 20% \| \| Текстиль \| 0% \| 0% \| \| Виробництво меблів, видання \| 0% \| 0% \| \| Інше \| 0% \| 0% \| \| Усього підприємств \| 5 \| 5 \| |         |         |
| Промислові підприємства міста, за сферою діяльності |         |         |
| Рік | 2002 р. | 2001 р. |
| Енергетичні та водні ресурси | 40%     | 40%     |
| Хімія та метали | 0%      | 0%      |
| Переробка металів | 40%     | 40%     |
| Продукти харчування | 20%     | 20%     |
| Текстиль | 0%      | 0%      |
| Виробництво меблів, видання | 0%      | 0%      |
| Інше | 0%      | 0%      |
| Усього підприємств | 5       | 5       |

#### Роздрібна торгівля
| \| Підприємства роздрібної торгівлі міста, за сферою діяльності \| Підприємства роздрібної торгівлі міста, за сферою діяльності \| Підприємства роздрібної торгівлі міста, за сферою діяльності \| \| Рік \| 2002 р. \| 2001 р. \| \| ------------------------------------------------------------ \| ------------------------------------------------------------ \| ------------------------------------------------------------ \| \| Продукти харчування \| 50% \| 66,7% \| \| Одяг та взуття \| 0% \| 0% \| \| Товари для дому \| 0% \| 0% \| \| Книги та періодичні видання \| 0% \| 0% \| \| Промислова хімічна продукція \| 0% \| 0% \| \| Продукція, пов'язана з транспортними засобами \| 0% \| 0% \| \| Інше \| 50% \| 33,3% \| \| Усього підприємств \| 4 \| 3 \| |         |         |
| Підприємства роздрібної торгівлі міста, за сферою діяльності |         |         |
| Рік | 2002 р. | 2001 р. |
| Продукти харчування | 50%     | 66,7%   |
| Одяг та взуття | 0%      | 0%      |
| Товари для дому | 0%      | 0%      |
| Книги та періодичні видання | 0%      | 0%      |
| Промислова хімічна продукція | 0%      | 0%      |
| Продукція, пов'язана з транспортними засобами | 0%      | 0%      |
| Інше | 50%     | 33,3%   |
| Усього підприємств | 4       | 3       |

#### Сфера послуг
| \| Підприємства міста, що працюють у сфері послуг, за діяльністю \| Підприємства міста, що працюють у сфері послуг, за діяльністю \| Підприємства міста, що працюють у сфері послуг, за діяльністю \| \| Рік \| 2002 р. \| 2001 р. \| \| ------------------------------------------------------------- \| ------------------------------------------------------------- \| ------------------------------------------------------------- \| \| Гуртова торгівля \| 10% \| 9,1% \| \| Готелі та готельний бізнес \| 60% \| 45,5% \| \| Транспорт та зв'язок \| 10% \| 9,1% \| \| Посередницькі фінансові послуги \| 0% \| 0% \| \| Послуги підприємствам \| 10% \| 9,1% \| \| Послуги фізичним особам \| 10% \| 0% \| \| Нерухомість та ін. \| 0% \| 27,3% \| \| Усього підприємств \| 10 \| 11 \| |         |         |
| Підприємства міста, що працюють у сфері послуг, за діяльністю |         |         |
| Рік | 2002 р. | 2001 р. |
| Гуртова торгівля | 10%     | 9,1%    |
| Готелі та готельний бізнес | 60%     | 45,5%   |
| Транспорт та зв'язок | 10%     | 9,1%    |
| Посередницькі фінансові послуги | 0%      | 0%      |
| Послуги підприємствам | 10%     | 9,1%    |
| Послуги фізичним особам | 10%     | 0%      |
| Нерухомість та ін. | 0%      | 27,3%   |
| Усього підприємств | 10      | 11      |

## Житловий фонд
У 2001 році 3,4 % усіх родин (домогосподарств) мали житло метражем до 59 м2, 15,3 % — від 60 до 89 м², 32,2 % — від 90 до 119 м² та49,2 % — понад 120 м².
З усіх будівель у 2001 році 31,8 % було одноповерховими, 48,2 % — двоповерховими, 20 % — триповерховими, 0 % — чотириповерховими, 0 % — п'ятиповерховими, 0 % — шестиповерховими, 0 % — семиповерховими, 0 % — з вісьмома та більше поверхами.

## Автопарк
| \| Автомобілі, зареєстровані у місті, за призначенням \| Автомобілі, зареєстровані у місті, за призначенням \| Автомобілі, зареєстровані у місті, за призначенням \| \| Рік \| 2006 р. \| 2005 р. \| \| -------------------------------------------------- \| -------------------------------------------------- \| -------------------------------------------------- \| \| Приватні автомобілі \| 64% \| 63,8% \| \| Мотоцикли \| 11,7% \| 10,9% \| \| Вантажівки \| 23,4% \| 23,5% \| \| Трактори \| 0% \| 0% \| \| Автобуси та ін. \| 0,9% \| 1,8% \| \| Усього автомобілів \| 222 шт. \| 221 шт. \| |         |         |
| Автомобілі, зареєстровані у місті, за призначенням |         |         |
| Рік | 2006 р. | 2005 р. |
| Приватні автомобілі | 64%     | 63,8%   |
| Мотоцикли | 11,7%   | 10,9%   |
| Вантажівки | 23,4%   | 23,5%   |
| Трактори | 0%      | 0%      |
| Автобуси та ін. | 0,9%    | 1,8%    |
| Усього автомобілів | 222 шт. | 221 шт. |

## Вживання каталанської мови
У 2001 році каталанську мову у місті розуміли 96,6 % усього населення (у 1996 році — 99,4 %), вміли говорити нею 87,6 % (у 1996 році — 89,3 %), вміли читати 84,7 % (у 1996 році — 84 %), вміли писати 65,5 % (у 1996 році — 52,7 %). Не розуміли каталанської мови 3,4 %.

## Політичні уподобання
У виборах до Парламенту Каталонії у 2006 році взяло участь 84 особи (у 2003 році — 102 особи). Голоси за політичні сили розподілилися наступним чином:
| \| Вибори до Парламенту Каталонії \| Вибори до Парламенту Каталонії \| Вибори до Парламенту Каталонії \| \| Рік \| 2006 р. \| 2003 р. \| \| -------------------------------------- \| ------------------------------ \| ------------------------------ \| \| Конвергенція та Єднання (CiU) \| 45,2% \| 45,1% \| \| Соціалістична партія Каталонії (PSC) \| 9,5% \| 22,5% \| \| Народна партія (PP) \| 6% \| 3,9% \| \| Ініціатива за Каталонію — Зелені (ICV) \| 14,3% \| 10,8% \| \| Республіканська лівиця Каталонії (ERC) \| 20,2% \| 15,7% \| \| Громадяни — Громадянська партія (C's) \| 0% \| 0% \| \| Інші \| 4,8% \| 2% \| |         |         |
| Вибори до Парламенту Каталонії |         |         |
| Рік | 2006 р. | 2003 р. |
| Конвергенція та Єднання (CiU) | 45,2%   | 45,1%   |
| Соціалістична партія Каталонії (PSC) | 9,5%    | 22,5%   |
| Народна партія (PP) | 6%      | 3,9%    |
| Ініціатива за Каталонію — Зелені (ICV) | 14,3%   | 10,8%   |
| Республіканська лівиця Каталонії (ERC) | 20,2%   | 15,7%   |
| Громадяни — Громадянська партія (C's) | 0%      | 0%      |
| Інші | 4,8%    | 2%      |